# 石塚沙賴
石塚沙賴（日语：石塚 さより，8月30日—），日本女性配音員。出身於靜岡縣。O型血。

## 人物簡介
ARTSVISION所屬，日本播音演技研究所出身。
為人熟悉的代表配音作品有動畫《紙箱戰機Wars》的星原光、《鶺鴒女神》的椎菜和日高千穗、《魔神相克者》的雪原瑤、《真珠美人魚Pichi Pichi》的伊茲爾；遊戲和改編動畫《問答魔法學院》的米蘭達老師及《ToHeart2》的姬百合珊瑚等。
2007年2月11日與同行的下屋則子、土屋實紀、小島惠共4人組成樂團「Cri☆siS」結成（石塚擔任鼓手）。
興趣和特長有舞台劇和影像鑑賞、打鼓敲奏、唱歌。

## 演出作品
※粗體字表示說明飾演的主要角色。

### 電視動畫
2003年
- 拜託了☆雙子星（女學生）
- 萬花筒之星 嶄新之翼（女性）
- 你所期望的永遠（女學生A）
- 閃靈二人組（護理人員）
- 廢棄公主（里民）
- 急救超人兵團
- 初音島（さっちん）
- 真珠美人魚（伊姿爾、堂本海斗〈幼年時期〉）
- 魔偵探洛基RAGNAROK（女子A、女孩子B、店員）
- 魔法使的條件（母親）

2004年
- 御伽草子（女中、赤鬼之妻、記者、貞光的女人、姊姊、廣播、百貨公司店員、電話的聲音）
- KURAU Phantom Memory（日语：KURAU Phantom Memory）（天箕克勞的兒子）
- To Heart ～Remember my memories～（姬百合珊瑚）
- 花右京女侍隊 La Verite（女僕、北齋的隨扈）
- BLEACH（良平、米菈·羅絲）
- 真珠美人魚Pure（伊姿爾）

2005年
- 增血鬼果林（導師、女學生、受理小姐、小孩、廣播、女人、女學生、鈴木、女子C、母親、女高中生）
- 冰上萬花筒（女高中生）
- 交響詩篇艾蕾卡7（店員B）
- 初音島 Second Season（店員）
- ToHeart2（姬百合珊瑚）
- 到另一個你的身邊去（女學生、女高中生）
- 不可思議星球的☆雙胞胎公主（マリエージュ）
- 魔法少女加奈（鈴原美由利）
- MÄR 魔兵傳奇（銀太的母親、雷琴列城公主、妖精）
- 彈珠汽水（石和惠介）

2006年
- 犬神！（小孩A、小孩、女高中生A、往常的小孩）
- 櫻蘭高校男公關部（烏丸瑠璃、三鴨茉莉花、紅薔薇會幹部D、常陸院家的保姆）
- 玻璃假面 (2005年版)（草加綠）
- 死神的歌謠。（美雪）
- 女子高生 GIRLS-HIGH（姊姊大人）
- 小心啊公主（人形劇部員、女學生）
- 光之美少女Splash Star（竹內彩乃）

2007年
- 威爾貝魯物語 ～威爾貝魯的姐妹～（潔西卡）
- Over Drive（篠崎命〈小時候〉）
- DARKER THAN BLACK -黑之契約者-（卡麗娜·莫庫）

2008年
- 威爾貝魯物語 ～威爾貝魯的姐妹～ 第二幕（潔西卡）
- 鶺鴒女神（椎菜、日高千穗）
- 新·安琪莉可 Abyss -Second Age-（巡禮者）
- 發現·體驗·我喜歡巧虎！（虫、珊蒂）

2009年
- 魔神相克者（雪原瑤）
- 魔神相克者2（雪原瑤）

2010年
- 玩伴貓耳娘（摩耶）
- 可愛巧虎島 HE SO KA
- 鶺鴒女神 ～Pure Engagement～（椎菜、日高千穗、鶺鴒女神A）
- BLEACH（矢胴丸莉紗〈第2代〉）

2011年
- GOSICK（路奇）
- 眾神中的貓神（古宮花梨）
- 架向星空之橋（中津川初的母親）
- 輕鬆百合（赤座燈里的母親）

2012年
- 可愛巧虎島的Wao！（妖精）

2013年
- 黑子的籃球（冰室辰也〈少年時期〉）
- 紙箱戰機Wars（星原光[3]）

2014年
- 目隱都市的演繹者（瀨護幸助〈幼少時期〉）

2016年
- 漂流武士（瑪莎[4]）

2022年
- BLEACH 千年血戰篇（米菈·羅絲、矢胴丸莉莎）

### OVA
2004年
- 茜的狂熱追求者 ～流星傳說剛田～（日语：アカネマニアックス〜流れ星伝説剛田〜）（女學生）

2007年
- OVA ToHeart2（姬百合珊瑚）

2008年
- 問答魔法學院（米蘭達老師）
- ToHeart2ad（姬百合珊瑚）

2009年
- ToHeart2 adplus（姬百合珊瑚）

2010年
- ToHeart2 adnext（姬百合珊瑚）

2011年
- （摩耶）

2012年
- ToHeart2  迷宮旅人（姬百合珊瑚[5]）

### 電影動畫
2006年
- 銀髮阿基德

2009年
- 宵星傳奇 ～The First Strike～（艾瑪的母親）

### 網路動畫
2006年
- 麟光之翼（賽雷）

### 遊戲
2002年
- Shinobi（秀真〈小時候〉）

2003年
- GALAXY ANGEL -Moonlit Lovers-（一般乘務員C）
- 問答魔法學院（米蘭達老師）

2004年
- 問答魔法學院2（米蘭達老師）
- 帝國千戰記 PS2版（日语：帝国千戦記）（翡翠）
- ToHeart2（姬百合珊瑚）
- 真珠美人魚 和Pichi Pichi的生活開始！（伊茲爾）
- michigan（日语：michigan (ビデオゲーム)）（安·安德森）

2005年
- 問答魔法學院3（米蘭達老師）

2006年
- 渾沌大戰（日语：カオスウォーズ）（梅爾維娜）
- 光明騎士5（日语：グローランサーV）（梅爾維娜）
- 新·安琪莉可（漢娜）

2007年
- 問答魔法學院4（米蘭達老師）
- Routes PE、Routes PORTABLE（日语：Routes）（米爾特）

2008年
- 問答魔法學院DS（米蘭達老師）
- 問答魔法學院5（米蘭達老師）
- SOUL EATER 單調公主（寶奈拉）

2009年
- 問答魔法學院6（米蘭達老師）
- ToHeart2 PORTABLE（姫百合珊瑚）

2010年
- 問答魔法學院7（米蘭達老師）
- 問答魔法學院DS ～二塊時空石～（米蘭達老師）

2011年
- 問答魔法學院8（米蘭達老師）
- ToHeart2 迷宮旅人（日语：ToHeart2 ダンジョントラベラーズ）（姬百合珊瑚）
- ToHeart2 DX PLUS（姬百合珊瑚）
- 輪轉惡魔（日语：わグルま!）（龍葛妮雅）

2012年
- AQUAPAZZA（姬百合珊瑚）
- 問答魔法學院 賢者之扉（米蘭達老師）
- PACHISLOT ToHeart2（姬百合珊瑚[6]）
- WHITE ALBUM2 幸福的彼端（雨宮佐和子）

2013年
- 紙箱戰機Wars（星原光）

2014年
- 問答魔法學院 天之學舎（米蘭達老師[7]）

### 外語配音
※作品依英文名稱及英文原名排序。

#### 電影
- 億萬未婚夫（英语：The Bachelor (1999 film)） ※朝日電視台版。
- 閃亮的歌聲（Paula Bélier〈Louane Emera 主演〉）
- 阿孖有難（珍〈蔡卓妍 主演〉[8]）
- 約會進行時（英语：That Awkward Moment）（Ellie Andrews〈Imogen Poots 飾演〉）

### 廣播劇CD
- 廣播劇CD Weiß kreuz Glühen II Theater Of Pain（女高中生）
- 廣播劇CD 鶺鴒女神 Sound Stage01（椎菜）
- 廣播劇CD 「初音島 廣播劇場 chapter.1 SAKURA」（小孩1）
- 廣播劇CD 魔法禁書目錄（泰爾諾雅）
- 流行之神 廣播劇CD「怪異事件檔案」
- 廣播劇CD WILD ADAPTER 04（日语：WILD ADAPTER）（女教師）

### 角色歌曲CD
- 光明騎士5（日语：グローランサーV） 原創角色專輯（梅爾維娜／主唱歌曲「月蝕 ～LUNAR ECLIPSE～」收錄）
- ToHeart2 CharacterSongs（姬百合珊瑚／主唱歌曲「陽電少女」收錄）

## 外部連結
- ARTSVISION公式官網的聲優簡介 （页面存档备份，存于） （日語）
- （日語）－石塚沙賴的官方個人部落格。